# 意大利使馆旧址
意大利使馆旧址，位于北京市东城区台基厂大街1号，是意大利驻华使馆旧址。

## 历史
清朝咸丰十年（1860年），英法联军在第二次鸦片战争中攻入北京后，意大利继英国、法国之后在北京设立使馆。后于同治八年（1869年）在江米巷与台基厂交叉路口的东北角的民宅内设公馆，该公馆路南对着大学士徐桐的住宅。光绪二十六年（1900年），义和团围攻使馆区时，意大利使馆被毁。
《辛丑条约》签订后，意大利使馆要求扩大用地，另建使馆，乃占据西到御河，东到台基厂，北到东长安街的地区。这片地区即堂子全部以及总税务司以北、肃亲王府一部及其东的民宅，这些房屋被拆除，在其原址新建了位于东部的意大利使馆，以及位于西部的意大利兵营。
1928年北伐战争结束以后，各国使馆先后迁往南京国民政府首都南京，但各国在北平的使馆旧址未废，仍归各国所有。
第二次世界大战期间，1943年9月8日，意大利宣布退出轴心国。1943年9月9日，1,000多名日军在大炮及15辆轻型坦克的掩护下，向东交民巷的意大利使馆及电台发动攻击，仅有步枪及手榴弹的100名意大利守军防守一昼夜，9月10日上午9时投降，投降前毁掉了电台并焚烧了全部绝密文件。同时，日军还对在天津、上海租界及使领馆区的意大利军队以及在日本控制下的各港口的意大利舰船发动攻击，在这场被日本称为“九月义人降伏事变”中，日军共抓获将近1,100名意大利公民。其中170名意大利官兵宣布效忠纳粹德国扶植的“意大利社会共和国”（即“萨洛共和国”），其他人则被日军关进位于满洲国、朝鲜、菲律宾的集中营，在随后两年内饱受虐待。
意大利使馆旧址现由中国人民对外友好协会使用。2001年作为东交民巷使馆建筑群的一部分，被定为第五批全国重点文物保护单位。

## 建筑
意大利使馆旧址现存原办公楼、教堂、官邸等建筑。
使馆大门位于台基厂大街西侧。南、北两座门房间距13米。门房为红砖墙，四坡锥形屋顶。檐下有金属花式支撑。两座门房之间有曲线形墙，墙高4米，红砖墙身上有石材镶边及大涡卷等装饰；内侧有石柱墩，石柱墩上部有盾徽形装饰，石柱墩内侧是曲线矮墙，矮墙上方的金属栅与3.7米宽的两扇大铁花门连成一体，其上挑起铁花灯架。该大门为新艺术运动风格，在1970年代初被拆除，改建为如今的两个门柱及铁栅墙。
使馆主楼坐南朝北，地上二层、地下一层，东西37米、南北27米。因进深大，乃将中央的纵向承重墙处以南的体量较北部向内缩进。东、西侧立面分成各为三开间的两个部分。东、西面以及北面有通向室外的门。外墙用红砖砌成，窗套墙、转角檐部、水平腰线、基座均用石材。基座处地下室带有弧形窗，饰铁花。北主立面分成三个部分，中央的三开间微前凸，大门外罩有石材大门廊，正面和侧面的券洞上部带有金属花饰和吊灯。二层中央的三开间和大门廊连为整体，墙面饰有科林斯式壁柱，三个窗套上部饰弧形山花。屋顶的女儿墙处做成镂空栏杆。南立面中部的六开间是敞廊，饰有方形塔司干式柱，柱身带有水平凹槽划分，中间的两开间是大门，大门前有四开间长的水平台阶通向花园。如今南面这两层的外廊已经被装上窗户。室内层高五米，格局大致为原貌。从北大门进入门厅，左右各有前室可通向东西房间。穿过门厅便是大楼梯厅，可继续进入南部的房间。大楼梯厅东侧是三跑式大楼梯，大楼梯厅西侧设有封闭式楼梯间。二层大厅是跑马廊式，顶部是玻璃顶棚。全部栏杆铁花带有新艺术运动风格。门厅和大楼梯厅的地面及墙裙采用大理石。粉色墙面用镏金线框划分，门是意大利式门套装饰。厅内采用爱奥尼式柱。所有房间是连列厅式，各房间全部贯通。各厅室内有壁炉。原敞廊的地面铺砌彩色马赛克。1999年，该建筑进行了室内外维护和装修。
使馆大门内北侧是两幢二层官邸建筑。大门内南侧是一层接待用房，其中的一间内有南欧伊斯兰风格室内装修，刻有许多阿拉伯文祈祷经文。这樘装修原先在圆明园西洋楼的“方外观”。“方外观”建于清朝乾隆二十五年（1760年），是为当年进宫的和卓氏“和贵人”（即“香妃” ）兴建，形制仿效西班牙阿尔罕布拉宫中的“狮子院”。1901年后，意大利在清朝堂子的范围内新建使馆，可能当时从圆明园拆来此樘装修。使馆院内还有圆明园的一对铜狮以及若干石雕构件。
位于使馆院内东北部的官邸，坐北朝南，平面呈“U”字形，砖木结构，地上二层，长31米，宽17.1米，前有敞廊。灰砖清水墙面，一、二层之间有腰线，腰线饰有卷草纹。墙饰扁方壁柱，窗饰窗套。坡顶檐下有卷草饰带。该官邸在1949年后是路易·艾黎的住所，路易·艾黎逝世后辟为路易·艾黎纪念馆。
使馆院内西侧是教堂，坐西朝东，砖木结构，地上单层，供使馆人员和兵营士兵使用。长宽分别为26米、14米，平面呈长方形。正门入口朝东，半圆弧形祭坛位于西端。墙面是红色清水砖砌成，檐部及门窗套为灰白石材。立面被四根简化的科林斯式壁柱分成三个部分，中央部分设三个大门，每个大门过梁的上方有半圆形联拱窗。两侧开间的墙上有狭长小窗。侧墙开有长方形窗。壁柱上的檐壁环绕整座教堂。屋顶采用四坡瓦顶，已经经过改建。室内现已改造成礼堂，祭坛改成舞台，门窗已更换。教堂北面有一幢二层西式小楼，与教堂有廊相连，应当是当年神父的住所。